# Kruk tasmański
Kruk tasmański (Corvus tasmanicus) – gatunek dużego ptaka z rodziny krukowatych (Corvidae). Zamieszkuje Australię (wraz z Tasmanią i okolicznymi wyspami). Nie jest zagrożony wyginięciem.

## Systematyka
Kruk tasmański został opisany przez Mathewsa w 1912 roku jako podgatunek kruka australijskiego (C. coronoides; wówczas pod nazwą C. marianae). Miejsce typowe to Tasmania i od nazwy tej wyspy pochodzi epitet gatunkowy tasmanicus.
Wyróżnia się dwa podgatunki Corvus tasmanicus:
- C. tasmanicus boreus I. Rowley, 1970 – kruk reliktowy[5]
- C. tasmanicus tasmanicus Mathews, 1912 – kruk tasmański[5]

C. tasmanicus boreus bywał przez niektórych autorów podnoszony do rangi osobnego gatunku, ale prawie identyczna wokalizacja obu tych taksonów, a także badania genetyczne potwierdzają, że reprezentują one ten sam gatunek.

## Występowanie
Kruk tasmański zamieszkuje Tasmanię i okoliczne wyspy, a także południowo-wschodnią i wschodnią Australię.
Poszczególne podgatunki zamieszkują:
- C. tasmanicus boreus – północno-wschodnia Nowa Południowa Walia (wschodnia Australia)
- C. tasmanicus tasmanicus – południowo-wschodnia Australia Południowa, południowa Wiktoria, wyspy w Cieśninie Bassa i Tasmania

## Morfologia
Ptak osiąga długość ciała 52–54 cm, a rozpiętość jego skrzydeł wynosi 91–113 cm. Osiąga masę ciała od 500 do 800 gramów. Obie płcie są do siebie podobne.

## Ekologia
Biotop

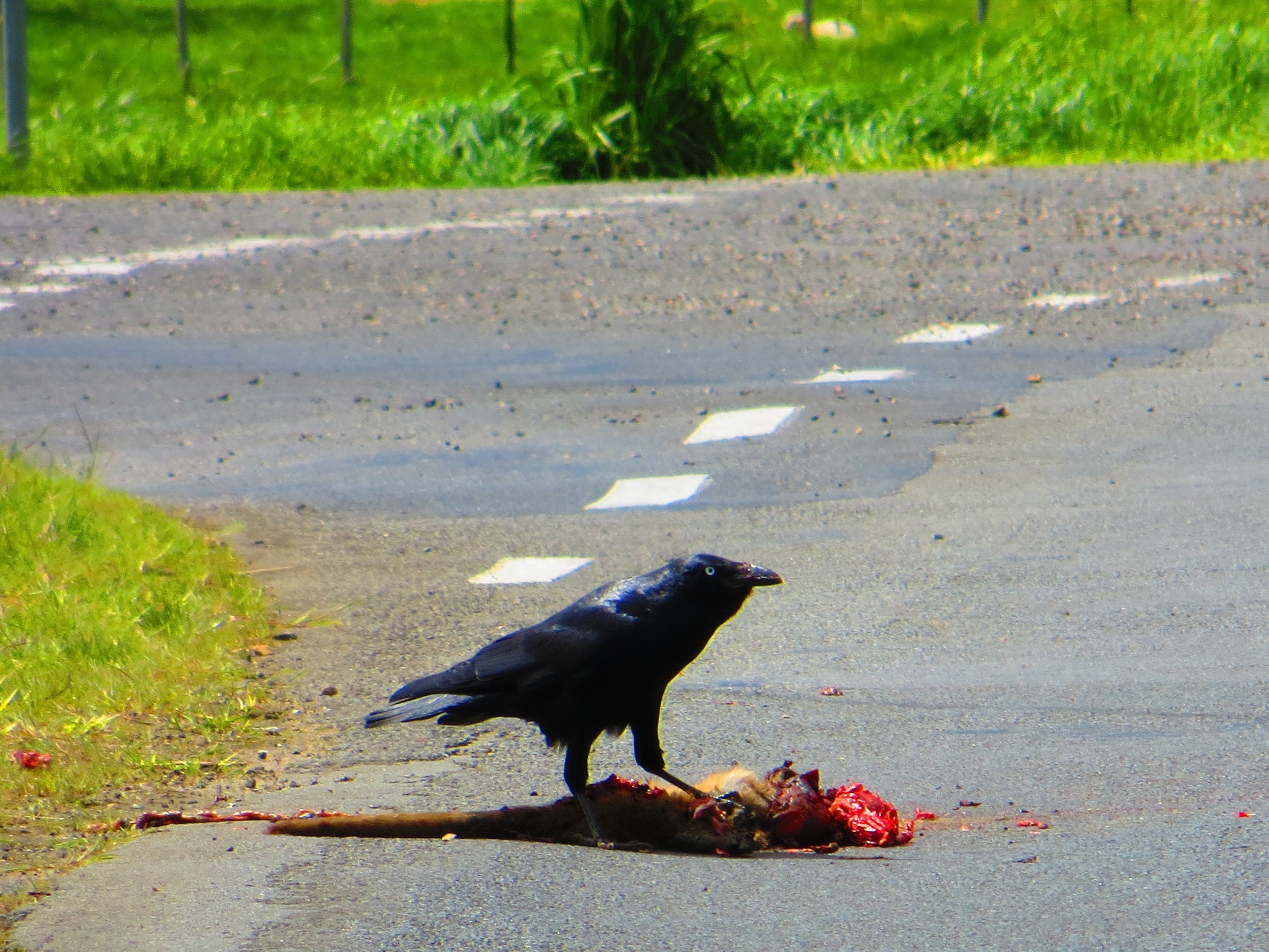
Kruk tasmański pożywiający się szczątkami potrąconego przez samochód kangura

Zamieszkuje wszystkie typy siedlisk lądowych w obrębie zasięgu występowania – od gór po wybrzeża, najczęściej lasy i ich obrzeża oraz pastwiska.
Pożywienie
Jest to gatunek wszystkożerny. Żywi się głównie bezkręgowcami, małymi ptakami, jajami, pisklętami, małymi ssakami i padliną, w tym organizmami morskimi wyrzuconymi na brzeg; czasami zjada jaszczurki. W skład jego diety wchodzą również nasiona, niektóre owoce i inny materiał roślinny, niekiedy nawet nektar. W poszukiwaniu padliny i odpadków często patroluje drogi, wysypiska śmieci czy parki.
Rozród
Składanie jaj ma miejsce głównie od lipca do września, na Tasmanii nawet do połowy grudnia. Jest to gatunek monogamiczny, gnieżdżący się w samotnych, rozproszonych parach. Gniazdo w kształcie miski mierzącej około 40 cm szerokości i 50 cm głębokości, wykonane jest z patyków, wyłożone korą, liśćmi, piórami, trawą, wełną, włosiem, wodorostami czy końskim nawozem. Jest ono usytuowane w rozwidleniu drzewa na wysokości 3–36 m (zwykle ponad 10 m) nad ziemią; na przybrzeżnych wyspach czasami na ziemi lub w jej pobliżu albo na półce skalnej. W zniesieniu 3–6 jaj, najczęściej 4 lub 5. Inkubacją zajmuje się wyłącznie samica, prawdopodobnie przez około 20 dni. Karmieniem piskląt zajmują się oboje rodzice. Młode opuszczają gniazdo po 37–43 dniach od wyklucia, ale przez kolejne trzy miesiące są jeszcze zależne od rodziców.

## Status
Międzynarodowa Unia Ochrony Przyrody (IUCN) uznaje kruka tasmańskiego za gatunek najmniejszej troski (LC – Least Concern). Liczebność populacji nie została oszacowana, ale ptak ten opisywany jest jako pospolity, lokalnie bardzo liczny. Trend liczebności populacji oceniany jest jako spadkowy ze względu na postępujące niszczenie siedlisk.